# CLEC1A
CLEC1A (англ. C-type lectin domain family 1 member A) – білок, який кодується однойменним геном, розташованим у людей на короткому плечі 12-ї хромосоми. Довжина поліпептидного ланцюга білка становить 280 амінокислот, а молекулярна маса — 31 952.
| 10         |  | 20         |  | 30         |  | 40         |  | 50         |
| ---------- |  | ---------- |  | ---------- |  | ---------- |  | ---------- |
| MQAKYSSTRD |  | MLDDDGDTTM |  | SLHSQGSATT |  | RHPEPRRTEH |  | RAPSSTWRPV |
| ALTLLTLCLV |  | LLIGLAALGL |  | LFFQYYQLSN |  | TGQDTISQME |  | ERLGNTSQEL |
| QSLQVQNIKL |  | AGSLQHVAEK |  | LCRELYNKAG |  | AHRCSPCTEQ |  | WKWHGDNCYQ |
| FYKDSKSWED |  | CKYFCLSENS |  | TMLKINKQED |  | LEFAASQSYS |  | EFFYSYWTGL |
| LRPDSGKAWL |  | WMDGTPFTSE |  | LFHIIIDVTS |  | PRSRDCVAIL |  | NGMIFSKDCK |
| ELKRCVCERR |  | AGMVKPESLH |  | VPPETLGEGD |  |            |  |            |

A: Аланін

C: Цистеїн

D: Аспарагінова кислота

E: Глутамінова кислота

F: Фенілаланін

G: Гліцин

H: Гістидин

I: Ізолейцин

K: Лізин

L: Лейцин

M: Метіонін

N: Аспарагін

P: Пролін

Q: Глутамін

R: Аргінін

S: Серин

T: Треонін

V: Валін

W: Триптофан

Білок має сайт для зв'язування з лектинами. 
Локалізований у мембрані.